# Castillo de Rochecotte
El château de Rochecotte o Castillo de Rochecotte es un castillo de finales del siglo XVIII situado en la villa francesa de Saint-Patrice, cercana a Langeais, en Indre-et-Loire.  Ha sido famoso por varios de los propietarios que lo ocuparon y sus sucesivas reformas.
El padre de uno de sus propietarios, Boni de Castellane, lo describió como : "Un gran castillo del estilo Louis XVI style château - a medio camino de una colina que domina el Valle del Loira Loire valley - en el que no falta ni el encanto ni la originalidad.  Se asemeja a una villa italiana, con terrazas superpuestas, de donde la vista se extiende hasta el horizonte azul y gris, como si se tratase de paisajes de pinturas antiguas."
En carta escrita por la Duquesa de Dino a Barante de 5 de julio de 1828, ascribe "Tengo verdadera pasión pro Rochecotte; para mí, es la más bonita vista que hay en el mundo y el país más bello del mundo; al fin se trata de un aire que me hace vivir más feliz y me hace volver, contemplar la belleza, apropiarme de él… tomo la vida del campo al pie de la letra."

## Talleyrand y la Duquesa de Dino

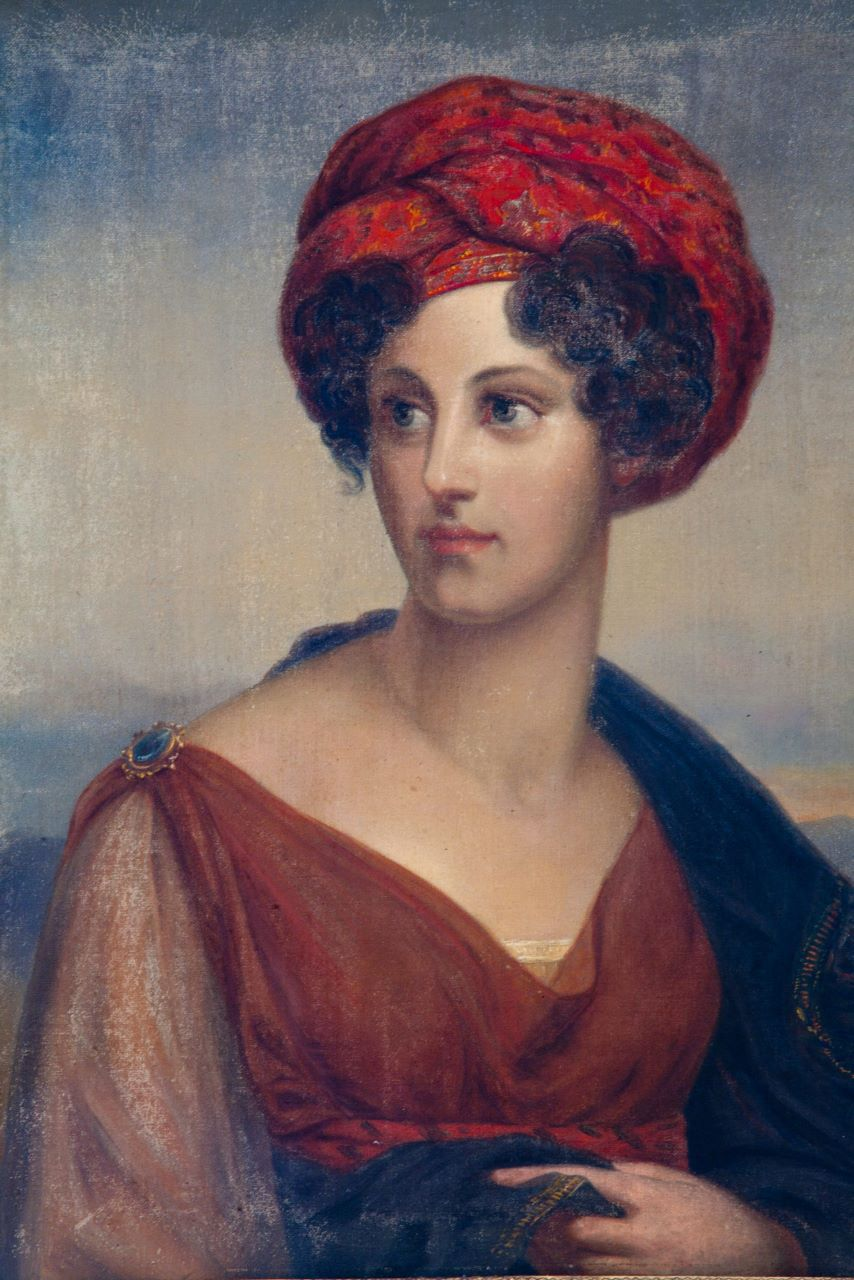
The duchess of Dino in 1816, by François Gérard

Originalmente, el castilló perteneció al Conde de Rochecotte, quien fue uno de los líderes de la segunda Guerra de los Chuanes y fue ejecutado bajo el Directorio (Francia), en el Campo de Marte, en París. 
El 30 de abril de 1828, uno de sus posteriores proprietaries, el caballero René de La Selle de Ligné, lo vendió a  Dorothée de Courlande, Duquesa de Dino, por 400,000 francos, por aquel entonces una considerable suma.  Tal como relató Jean-Luc Péchinot, "Ella aprecio que este sitio y sus terrazas superpuestas se abrían a vastos horizontes (...) llevó a cabo grandes obras de construcción en el castillo. Talleyrand visitó con frecuencia el castillo. 

## Los condes de Castellane
Posteriormente la propiedad pasó a propiedad de los Condes de Castellane quien a su vez se la vendieron a Emilio Terry cuñado del Conde de Castellane. En los jardines del castillo hay un mausoleo donde está enterrada Antonia Terry (apellidada Sánchez de soltera), la madre de la Condesa Stanislas de Castellane (Natividad Terry), suegra de Boni de Castellane y madre de Emilio Terry.

## Emilio Terry
El 24 de junio de 1934 Emilio Terry compró a su cuñado el conde Stanislas de Castellane el castillo de Rochecotte, cerca de Langeais (Indre-et-Loire), famoso por haber pertenecido a Dorothée de Courlande, duquesa de Dino. Emilio Terry restauró este castillo y lo decoró en el estilo de la época Legó Rochecotte a su sobrino nieto conde Henri de Castellane, pero la familia vendió la finca a principios de 1980. Ahora es un hotel.